# Andreas Strodl
Andreas Strodl (26 ottobre 1987) è un ex sciatore alpino tedesco.
È fratello minore di Peter, a sua volta sciatore alpino di alto livello.

## Biografia
Andreas Strodl disputò la sua prima gara FIS, uno slalom speciale, il 7 dicembre 2002 a Livigno. Nel 2007 esordì in Coppa Europa, il 1º febbraio a Tignes senza riuscire a concludere il supergigante in programma, e in Coppa del Mondo il 23 febbraio sulle nevi di casa di Garmisch-Partenkirchen, concludendo al 47º posto in discesa libera. Ai Mondiali di Val-d'Isère 2009, sua unica presenza iridata, non concluse il supergigante.
Il 29 novembre 2009 ottenne a Lake Louise in supergigante il suo miglior piazzamento di carriera in Coppa del Mondo, il 22º posto, e conquistò il suo unico podio in Coppa Europa il 13 marzo 2010 a Les Orres, piazzandosi 3º in supergigante. La sua ultima gara in Coppa del Mondo fu la discesa libera di Bormio del 29 dicembre 2013 e la sua ultima gara in carriera fu il supergigante di Coppa Europa disputato a Val-d'Isère il 22 gennaio 2014: in entrambi i casi non completò la prova.

## Palmarès

### Coppa del Mondo
- Miglior piazzamento in classifica generale: 127º nel 2009 e nel 2010

### Coppa Europa
- Miglior piazzamento in classifica generale: 100º nel 2010
- 1 podio:
  - 1 terzo posto

### Nor-Am Cup
- Miglior piazzamento in classifica generale: 59º nel 2014
- 1 podio:
  - 1 terzo posto

### South American Cup
- Miglior piazzamento in classifica generale: 7º nel 2014
- 2 podi:
  - 1 secondo posto
  - 1 terzo posto